# Хайнрих V фон Гумпенберг
Хайнрих V фон Гумпенберг (на немски: Heinrich V. von Gumppenberg; † 1483) е благородник от стария баварски род фон Гумпенберг в Херцогство Бавария и „наследствен маршал“ на Горна Бавария. Резиденцията на фамилията е дворец Гумпенберг в Пьотмес в Бавария.
Той е син (от шест деца) на Хайнрих IV фон Гумпенберг († 1459) и първата му съпруга Маргарета Ценгер. Внук е на Хайнрих III фон Гумпенберг († ок. 1396) и Анна Фрас. Правнук е на Стефан I фон Гумпенберг († 1346) и Аделхайд фон Фрауенберг. Праправнук е на Хайнрих I фон Гумпенберг († 1351) и Ирменгарда фон Райхенберг, чийто синове Хайнрих II и Стефан I основават две линии. Баща му се жени втори път за Сибила Маршалин фон Бибербах.
През 1411 г. фамилията фон Гумпенберг получава титлата „наследствен маршал“ на Горна Бавария, която имат до 1808 г. На 16 януари 1571 г. император Максимилиан II издига фамилията на имперски фрайхер. Потомците стават по-късно държавни чиновници и военни, учени, писатели и духовници.

## Фамилия
Хайнрих V фон Гумпенберг се жени за Хелена фон Рехберг († 1471). Те имат шест деца:
- Волф I фон Гумпенберг († 28 май 1509), женен за Хилария Маршалин фон Бибербах; имат два сина
- Леонхард II фон Гумпенберг († 1504), женен за Урсула фон Епс († 1505)
- Ханс IV фон Гумпенберг († 17 септември 1510)
- Лунета фон Гумпенберг († 1517), омъжена за Ахац Визбек
- Барбара фон Гумпенберг
- Маргарета фон Гумпенберг, омъжена за Винкенталер